# Dendrochilum devoogdii
Dendrochilum devoogdii är en orkidéart som beskrevs av Johannes Jacobus Smith. Dendrochilum devoogdii ingår i släktet Dendrochilum och familjen orkidéer.
Artens utbredningsområde är Sumatera. Inga underarter finns listade i Catalogue of Life.